# Муртазин, Марат Фахрисламович
Мара́т Фахрисла́мович Мурта́зин (род. 26 декабря 1957, Казань) — советский и российский исламовед, специалист в области современного исламского образования и современного ислама на постсоветском пространстве. Кандидат философских наук, ведущий научный сотрудник ИМЭМО РАН

## Биография
Окончил восточный факультет Ленинградского государственного университета по специальности «Арабская филология» (1981).
Работал переводчиком в зарубежных представительствах в Йемене и Ливии, преподавателем в Военном университете (1984—1990).
С 1994 года принимал активное участие в создании системы исламского образования в России: ректор Московского высшего духовного исламского колледжа (1994—1999), ректор Московского исламского университета (1999—2012), один из учредителей и председатель Совета по исламскому образованию (2010—2012).
В 2008 году в Российской академии государственной службы при Президенте РФ под научным руководством доктора философских наук, профессора А. А. Нуруллаева защитил диссертацию на соискание учёной степени кандидата философских наук по теме «Соотношение религии и политики в учении ислама и практике мусульманских стран» (специальность 09.00.13 — религиоведение, философская антропология, философия культуры). Официальные оппоненты — доктор философских наук, профессор Ю. Г. Носков и кандидат философских наук Н. Х. Ряжапов. Ведущая организация — Санкт-Петербургский государственный университет.

## Научные взгляды и труды
Активно выступает за формирование высокообразованной элиты мусульманского сообщества России.
Автор монографий и учебных пособий «Исламоведение» (2008), «Корановедение» (2011), «Введение в коранические науки» (2006), «Основы тафсира» (2010), «Основы исламской культуры. 4—5 классы», "Учебное пособие по речевой практике арабского языка. Лингафонный курс".

## Награды
- «Орден Дружбы» (2006) за большой вклад в духовное развитие России.